# Giovanni Pettinato
Giovanni Pettinato (Troina, 30 de abril de 1934-Roma, 19 de mayo de 2011) fue un asiriólogo y paleógrafo de escritos del antiguo Cercano Oriente, especializado en el idioma eblaíta. Sus principales contribuciones al campo incluyen el desciframiento de la escritura eblaite, descubierta por Paolo Matthiae en 1974-1975.
Pettinato se graduó en Heidelberg en 1968, donde estudió durante diez años. En 1968 comenzó a enseñar Asiriología en la Universidad de Roma.
Pettinato murió el 19 de mayo de 2011 a la edad de 76 años. Fue emérito de varias asociaciones, incluida la Accademia dei Lincei, y autor de varias publicaciones sobre las civilizaciones sumeria y mesopotámica.